# 苯六甲酸酐
苯六甲酸酐，也称为蜜石酸酐，是一种碳氧化合物，其分子式为C12O9。苯六甲酸酐是苯六甲酸的酸酐，可由苯六甲酸和乙酸酐的混合物加热至120℃制得。常态下的苯六甲酸酐为白色可升华固体。
苯六甲酸酐与CO、CO2等其它由碳与氧构成的化合物不太一样，它是一种有机物。

## 历史
苯六甲酸酐可能是由德国化学家尤斯图斯·冯·李比希和弗里德里希·维勒于1830年在研究蜜蜡石时首先制得的，但他们将该化合物的分子式误认为C4O3。直到1913年，苯六甲酸的性质才被H. Meyer和K. Steiner了解。研究证实，苯六甲酸与其他含有苯环的化合物一样，具有部分芳香族化合物的特性。